# Liste von Kunstwerken im öffentlichen Raum in Essen
Die Liste von Kunstwerken im öffentlichen Raum in Essen gibt einen Überblick über Kunst im öffentlichen Raum in Essen; unter anderem Skulpturen, Plastiken, Landmarken und andere Kunstwerke. Es besteht kein Anspruch auf Vollständigkeit.

## Kunstwerke in Essen
| Bezeichnung                                                                      | Standort                                                                                            | Koordinate                  | errichtet           | Künstler                                         | Anmerkungen | Bild                      |
| -------------------------------------------------------------------------------- | --------------------------------------------------------------------------------------------------- | --------------------------- | ------------------- | ------------------------------------------------ | --- | ------------------------- |
| Bramme für das Ruhrgebiet                                                        | Schurenbachhalde                                                                                    | 51° 30′ 47″ N, 7° 1′ 18″ O  | 1998                | Richard Serra                                    | wetterfester Walzstahl, 1450 × 420 × 13,5 cm | Bramme für das Ruhrgebiet |
| Kulturpfad Essen                                                                 | Kulturpfad von der Folkwang Fußgängerbrücke im Südviertel bis in die Innenstadt                     | 51° 26′ 37″ N, 7° 0′ 19″ O  | 2000–2004           |                                                  | 372 blau beleuchtete Glaspflastersteine führen auf etwa vier Kilometer den Kulturpfad entlang. |                           |
| Heinrich Reisner                                                                 | Stadtkern: Haus der Technik                                                                         | 51° 27′ 9″ N, 7° 0′ 51″ O   | 2011                | Jürgen Ebert                                     | Bronzestatue des Gründers vom Haus der Technik; wurde im August 2018 abgebaut |                           |
| Sonnenseite                                                                      | Stadtkern: Parkplatz Universität Duisburg-Essen, Meyer-Schwickerath-Straße 61                       | 51° 27′ 45″ N, 7° 0′ 27″ O  | 2010                | Michael Sailstorfer                              | Stahlgerüst, Polymerbeton, Maße: 813 × 645 × 577 cm |                           |
| Spur II                                                                          | Stadtkern: Kettwiger Straße / Burgplatz                                                             | 51° 27′ 20″ N, 7° 0′ 47″ O  | 1999                | Tom Fecht                                        | Pflastersteine, Teil des Projekts "Namen und Steine" der Deutschen AIDS-Stiftung, Bonn. |                           |
| Franz Kardinal Hengsbach                                                         | Stadtkern: Domplatz                                                                                 | 51° 27′ 20″ N, 7° 0′ 48″ O  | 2011                | Silke Rehberg                                    | Colorierte Bronzefigur; sie stellt Franz Hengsbach dar, den ersten römisch-katholischen Bischof von Essen; wurde am 25. September 2023 abgebaut |                           |
| St. Altfrid                                                                      | Stadtkern: Domplatz                                                                                 | 51° 27′ 20″ N, 7° 0′ 48″ O  |                     |                                                  | Bronzefigur im mittelalterlichen Stil; sie stellt den heiligen Altfrid dar, den Gründer des Stifts Essen. |                           |
| Untitled Essen (Spitzer Spirale)                                                 | Stadtkern: Kennedyplatz                                                                             | 51° 27′ 21″ N, 7° 0′ 37″ O  | 1996                | Serge Spitzer                                    | Stahl, Doppel-T-Träger |                           |
| Two Lines up                                                                     | Stadtkern: III. Hagen/Kibbelstraße                                                                  | 51° 27′ 26″ N, 7° 0′ 34″ O  | 2000                | George Rickey                                    | Edelstahl poliert, kinetische Plastik |                           |
| Meer Licht                                                                       | Stadtkern: Schwarze Meer                                                                            | 51° 27′ 15″ N, 7° 0′ 49″ O  |                     | Peter Brdenk, Jürgen LIT Fischer                 | |                           |
| Ein leichtes Spiel                                                               | Stadtkern: Salzmarkt                                                                                | 51° 27′ 24″ N, 7° 0′ 34″ O  | 1991                | Ansgar Nierhoff                                  | Platzgestaltung, Stahl, Pflastersteine |                           |
| Zwei Kompositstreckungen berühren die Tangente an einen bodenbündigen Eisenkreis | Stadtkern: Limbecker Platz / Friedrich-Ebert-Straße                                                 | 51° 27′ 30″ N, 7° 0′ 26″ O  | 1993                | Ansgar Nierhoff                                  | Stahl |                           |
| Lichtwendel                                                                      | Stadtkern: Kopstadtplatz                                                                            | 51° 27′ 30″ N, 7° 0′ 42″ O  | 2017                | Lars Meeß-Olsohn                                 | |                           |
| Lichtbogen                                                                       | Stadtkern: Fontänengasse Kreuzung mit Viehofer Straße und Flachsmarkt                               | 51° 27′ 29″ N, 7° 0′ 47″ O  |                     | (unbekannt)                                      | Drei große Bögen aus Plexiglas und Stahl überspannen die Fontänengasse und verbinden so symbolisch den Flachsmarkt mit der Viehofer Straße. An beiden Enden des Bogens befinden sich Brunnenbecken. Der Bogen ist mit Leuchtelementen ausgerüstet. |                           |
| Plan-Skulptur                                                                    | Stadtkern: II. Hagen, am Grillo-Theater                                                             | 51° 27′ 17″ N, 7° 0′ 40″ O  | 2002                | Renate Neuser                                    | Aluminium, 500 × 320 cm |                           |
| Uranos                                                                           | Stadtkern: Theaterplatz                                                                             | 51° 27′ 18″ N, 7° 0′ 43″ O  | 2016                | Markus Lüpertz                                   | |                           |
| Keanaa                                                                           | Stadtkern: Innenhof Gildenhofstraße 1                                                               | 51° 27′ 14″ N, 7° 0′ 59″ O  | 1989                | Pit Kroke                                        | |                           |
| Sieben Stelen                                                                    | Stadtkern: Kreuzung Varnhorststraße/Gildenhofstraße                                                 | 51° 27′ 17″ N, 7° 0′ 57″ O  | 2000                | Heinz Mack                                       | |                           |
| Gedenkstätte Stadtwunde                                                          | Stadtkern: Am Porscheplatz/Porschekanzel                                                            | 51° 27′ 25″ N, 7° 0′ 49″ O  | 2002                | Werner Ruhnau, Astrid Bartels                    | stilisierte Baumgruppe, Gedenkstätte für das KZ-Außenlager Schwarze Poth; soll 2025 abgebaut und an historisch belegtem Ort in der Nähe mit einer Gedenktafel wieder sichtbar gemacht werden                                                       |                           |
| Lebensgröße                                                                      | Moltkeviertel: Moltkeplatz                                                                          | 51° 27′ 30″ N, 7° 0′ 26″ O  | 1994                | Heinz Breloh                                     | Teil des Skulpturenensembles "Moltkeplatz Essen" |                           |
| Ohne Titel – Bodenarbeit                                                         | Moltkeviertel: Moltkeplatz                                                                          | 51° 27′ 30″ N, 7° 0′ 26″ O  | 1990                | Christa Feuerberg                                | Teil des Skulpturenensembles "Moltkeplatz Essen" |                           |
| Nachhaltiger Vogel                                                               | Moltkeviertel: Moltkeplatz                                                                          | 51° 27′ 30″ N, 7° 0′ 26″ O  | 2010                | Christian Forsen                                 | Teil des Skulpturenensembles "Moltkeplatz Essen" |                           |
| Eine echte falsche Geschichte                                                    | Moltkeviertel: Moltkeplatz                                                                          | 51° 27′ 30″ N, 7° 0′ 26″ O  | 1990                | Hannes Forster                                   | Teil des Skulpturenensembles "Moltkeplatz Essen" |                           |
| Denkmal                                                                          | Moltkeviertel: Moltkeplatz                                                                          | 51° 27′ 30″ N, 7° 0′ 26″ O  | 1990                | Gloria Friedmann                                 | Teil des Skulpturenensembles "Moltkeplatz Essen" |                           |
| EIN-STAND                                                                        | Moltkeviertel: Moltkeplatz                                                                          | 51° 27′ 30″ N, 7° 0′ 26″ O  | 1990                | Lutz Fritsch                                     | Teil des Skulpturenensembles "Moltkeplatz Essen", Rundrohr Stahl, Lack |                           |
| Hannover Tor                                                                     | Moltkeviertel: Moltkeplatz                                                                          | 51° 27′ 30″ N, 7° 0′ 26″ O  | 1978/1981           | Friedrich Gräsel                                 | Teil des Skulpturenensembles "Moltkeplatz Essen" |                           |
| Paarweise                                                                        | Moltkeviertel: Moltkeplatz                                                                          | 51° 26′ 48″ N, 7° 1′ 23″ O  | 1988                | Ansgar Nierhoff                                  | Teil des Skulpturenensembles "Moltkeplatz Essen" |                           |
| Ohne Titel                                                                       | Moltkeviertel: Moltkeplatz                                                                          | 51° 27′ 30″ N, 7° 0′ 26″ O  | 1983                | Ulrich Rückriem                                  | Teil des Skulpturenensembles "Moltkeplatz Essen" |                           |
| Kopf 73                                                                          | Moltkeviertel: Moltkestraße 33                                                                      | 51° 26′ 37″ N, 7° 1′ 37″ O  | 1973                | Horst Antes                                      | |                           |
| Ohne Titel                                                                       | Moltkeviertel: Manteuffelstraße, vor der Auferstehungskirche                                        | 51° 26′ 56″ N, 7° 1′ 39″ O  | 1974                | Friedrich Gräsel                                 | |                           |
| Figur                                                                            | Moltkeviertel: Semperstraße                                                                         |                             |                     | Karl Ulrich Nuss                                 | |                           |
| Two Line Up Excentric                                                            | Moltkeviertel: E.ON Ruhrgas AG, Essen                                                               |                             | 1972                | George Rickey                                    | nicht mehr vorhanden (2019) |                           |
| Ruhr Figur (Nr. 21/100)                                                          | Moltkeviertel: Moltkeplatz                                                                          |                             |                     | Wolfgang Schmidt                                 | nicht mehr dort vorhanden |                           |
| Stele                                                                            | Moltkeviertel: Moltkeplatz                                                                          | 51° 26′ 48″ N, 7° 1′ 26″ O  |                     | Jo Schöpfer                                      | |                           |
| Blaues Pigment                                                                   | Moltkeviertel: Moltkeplatz                                                                          | 51° 26′ 48″ N, 7° 1′ 26″ O  |                     | Katja Hajek                                      | |                           |
| Neandertal Line                                                                  | RWE-Turm, Opernplatz 30                                                                             | 51° 26′ 55″ N, 7° 0′ 53″ O  |                     | Richard Long                                     | |                           |
| Springende Linie                                                                 | RWE-Turm, Opernplatz 30                                                                             | 51° 26′ 53″ N, 7° 0′ 53″ O  |                     | Norbert Thomas                                   | |                           |
| Viadukt                                                                          | Viehofer Platz                                                                                      | 51° 27′ 43″ N, 7° 0′ 49″ O  |                     | Miriam Gießler, Hubert Sandmann                  | aktuell nicht mehr vorhanden (2020) |                           |
| Platz für einen frei sprechenden Menschen                                        | Stadtgarten                                                                                         | 51° 26′ 42″ N, 7° 0′ 43″ O  | 1987                | Wolfgang Liesen                                  | |                           |
| Fünf Finger einer Hand, fünf Wände zum Pentagramm                                | Stadtgarten                                                                                         | 51° 26′ 43″ N, 7° 0′ 45″ O  | 1987                | Klaus Simon                                      | |                           |
| Skulpturengruppe Mann im Wind                                                    | Stadtgarten                                                                                         | 51° 26′ 45″ N, 7° 0′ 41″ O  |                     | Thomas Schütte                                   | 3,5 Meter hohe Bronze-Figuren |                           |
| Ganz Große Geister                                                               | Stadtgarten                                                                                         | 51° 26′ 45″ N, 7° 0′ 41″ O  | 1998–2004           | Thomas Schütte                                   | Nicht mehr vorhanden (Feb. 2016) |                           |
| Fee                                                                              | Stadtgarten                                                                                         | 51° 26′ 44″ N, 7° 0′ 42″ O  | 1905                | Wilhelm Nida-Rümelin                             | Bronzeguss |                           |
| Cello                                                                            | Stadtgarten                                                                                         | 51° 26′ 42″ N, 7° 0′ 41″ O  | 1987                | Stephan Huber                                    | |                           |
| Obelisk                                                                          | Stadtgarten: Aalto-Theater, Huyssenallee                                                            | 51° 26′ 53″ N, 7° 0′ 41″ O  | 1987                | Ulrich Rückriem                                  | Dolomitgestein |                           |
| Dolomit                                                                          | Stadtgarten: Aalto-Theater, Huyssenallee                                                            | 51° 26′ 52″ N, 7° 0′ 41″ O  | 1987                | Ulrich Rückriem                                  | Dolomitgestein |                           |
| Unendliche Schleife                                                              | Stadtgarten:                                                                                        | 51° 26′ 35″ N, 7° 0′ 36″ O  | 1935–1953 asg. 1974 | Max Bill                                         | Die Skulptur aus Tranasgranit stellt ein Möbiusband dar. |                           |
| Steinhaus                                                                        | Stadtgarten: Aalto-Theater Essen                                                                    | 51° 26′ 46″ N, 7° 0′ 44″ O  | 1988                | Ulrich Rückriem                                  | Granitblöcke |                           |
| Erdmaul                                                                          | Stadtgarten: Kinderspielplatz                                                                       | 51° 26′ 44″ N, 7° 0′ 47″ O  | 1994                | Guido Hoffmann-Flick                             | |                           |
| Dynamik                                                                          | Stadtgarten: Steag, Rüttenscheider Straße 1                                                         | 51° 26′ 36″ N, 7° 0′ 29″ O  | 1990                | Ladis Schwartz                                   | Bronzeguss |                           |
| Raum-Form 35                                                                     | Stadtgarten: Ferrostaal AG, Essen                                                                   | 51° 26′ 32″ N, 7° 0′ 34″ O  | 1999/2000           | Norbert Thomas                                   | Edelstahl lackiert |                           |
| Zoo                                                                              | Essen Rüttenscheider Platz                                                                          | 51° 26′ 17″ N, 7° 0′ 28″ O  | 1989                | Albert Hien                                      | |                           |
| Schiffsketten                                                                    | Museum Folkwang: Außenanlage Museum Folkwang Essen, Goethestraße                                    | 51° 26′ 30″ N, 7° 0′ 13″ O  | 1972                | Friedrich Gräsel                                 | |                           |
| Inverted House of Cards                                                          | Museum Folkwang: Außenanlage Museum Folkwang Essen, Goethestraße                                    | 51° 26′ 29″ N, 7° 0′ 14″ O  | 1969/1983           | Richard Serra                                    | |                           |
| Treppe                                                                           | Museum Folkwang: Außenanlage Museum Folkwang Essen, Goethestraße                                    | 51° 26′ 29″ N, 7° 0′ 17″ O  | 1982                | Ulrich Rückriem                                  | |                           |
| INNEN                                                                            | Museum Folkwang: Außenanlage Museum Folkwang Essen, Goethestraße                                    |                             | 1983–1984           | Brigitte und Martin Matschinsky-Denninghoff      | |                           |
| Trecker                                                                          | Museum Folkwang: Außenanlage Museum Folkwang Essen, Goethestraße                                    | 51° 26′ 34″ N, 7° 0′ 12″ O  | 1987                | Ludger Gerdes                                    | |                           |
| UMRAUM                                                                           | Museum Folkwang: Außenanlage Museum Folkwang Essen, Goethestraße                                    | 51° 26′ 35″ N, 7° 0′ 24″ O  | 1989                | Timm Ulrichs                                     | |                           |
| Porscheplatz                                                                     | Museum Folkwang: Glückauf-Park                                                                      | 51° 26′ 34″ N, 7° 0′ 21″ O  | 1999/2018           | Meuser                                           | Stahl, 430 × 800 × 250 cm |                           |
| Steile Lagerung                                                                  | Südviertel: Hauptbahnhof Südseite Freiheit,                                                         | 51° 27′ 0″ N, 7° 0′ 48″ O   | 1989                | Max Kratz                                        | Zur Ehrung der Bergleute ihrer schwierigen Arbeit unter Tage |                           |
| Nashorn-Tempel                                                                   | Nordviertel: Gladbecker Straße, Nähe Johanniskirchstraße                                            | 51° 29′ 52″ N, 6° 59′ 43″ O | 1988                | Johannes Brus                                    | Steinguss mit Stahlarmierung, 4 Stahlkokillen, Betonplatte, Maße:210 × 500 × 400 cm |                           |
| Meteorit                                                                         | Grugapark                                                                                           | 51° 25′ 33″ N, 6° 59′ 8″ O  | 1998                | Jörg Engelmann                                   | |                           |
| Imploded Pyramid                                                                 | Grugapark                                                                                           | 51° 25′ 46″ N, 6° 59′ 12″ O | 2017                | Ewerdt Hilgemann                                 | |                           |
| Der große Geist                                                                  | Grugapark                                                                                           | 51° 25′ 49″ N, 6° 59′ 28″ O | 1971/73             | Alfred Hrdlicka                                  | |                           |
| Große Badende                                                                    | Grugapark                                                                                           | 51° 25′ 50″ N, 6° 59′ 18″ O | 1914                | Georg Kolbe                                      | |                           |
| Schichtung                                                                       | Grugapark                                                                                           | 51° 25′ 29″ N, 6° 59′ 10″ O | 1970                | Thomas Lenk                                      | |                           |
| Orion                                                                            | Grugapark                                                                                           | 51° 25′ 49″ N, 6° 59′ 29″ O | 1987                | Brigitte und Martin Matschinsky-Denninghoff      | |                           |
| Knife Edge                                                                       | Grugapark                                                                                           | 51° 25′ 54″ N, 6° 59′ 38″ O | 1961                | Henry Moore                                      | |                           |
| Dislocator                                                                       | Grugapark                                                                                           | 51° 25′ 30″ N, 6° 59′ 9″ O  | 1977                | James Reineking                                  | |                           |
| Großer Bollerwagen                                                               | Grugapark                                                                                           | 51° 25′ 51″ N, 6° 59′ 47″ O | 1995                | Thomas Rother                                    | |                           |
| Mutter und Kind                                                                  | Grugapark                                                                                           | 51° 25′ 53″ N, 6° 59′ 40″ O | 1952                | Johanna Wagner                                   | Kalkstein |                           |
| Von der Schieflage zur Lebenslust                                                | Katernberg: Grundstraße / Kraspothstraße, Nähe Phänomania Erfahrungsfeld, Zollverein Schacht 3/7/10 | 51° 29′ 26″ N, 7° 3′ 57″ O  | 2001                | Moni van Rheinberg, Gine Selle, Claudia Terlunen | 270 m lange Fassadengestaltung, Farbe, Stahl, Vogelhäuschen |                           |
| Granit Bleu de Vire (1)                                                          | Katernberg: Skulpturenpark Zollverein                                                               | 51° 29′ 10″ N, 7° 2′ 24″ O  | 1993                | Ulrich Rückriem                                  | Österreichischer Granit |                           |
| Granit Bleu de Vire (2)                                                          | Katernberg: Skulpturenpark Zollverein                                                               | 51° 29′ 13″ N, 7° 2′ 22″ O  | 1993                | Ulrich Rückriem                                  | Österreichischer Granit |                           |
| Castell                                                                          | Katernberg: Skulpturenpark Zollverein                                                               | 51° 29′ 5″ N, 7° 2′ 28″ O   | 1992                | Ulrich Rückriem                                  | Österreichischer Granit |                           |
| Leuchtturm                                                                       | Überruhr, Nähe Wichteltal, Holteyer Hafen                                                           | 51° 25′ 47″ N, 7° 5′ 24″ O  |                     | Ail Hwang, Hae-Ryun Jeong, Chung-Ki Park         | nicht mehr vorhanden |                           |
| Carbon Obelisk                                                                   | Karnap: Emscherpark, Altenessener Straße                                                            | 51° 30′ 55″ N, 7° 0′ 40″ O  |                     | Rita McBride                                     | |                           |
| Schwelle                                                                         | Karnap: Emscherpark, Altenessener Straße                                                            | 51° 31′ 2″ N, 7° 0′ 52″ O   | 1987                | Raimund Kummer                                   | Granit, Edelstahl, PVC |                           |
| Sichtbares und Unsichtbares                                                      | Kettwig: Skulpturenpark Kettwig, Straße zur Alten Fähre, südliches Stauseeufer                      | 51° 21′ 35″ N, 6° 56′ 8″ O  | 1966/1992           | Herbert Lungwitz                                 | Stahlskulptur aus Blechen von Kohlenrutschen und Rohren einer stillgelegten Zeche. |                           |
| Siebener Sinus mit Loop                                                          | Kettwig: Skulpturenpark Kettwig, Straße zur Alten Fähre, südliches Stauseeufer                      | 51° 21′ 33″ N, 6° 56′ 10″ O | 1990 / 2004         | Friederich Werthmann                             | 55 Meter lange Skulptur aus Edelstahlrohren. Sie besteht aus sieben sichtbaren Sinusbögen mit einem Loop in der Mitte. Die Kleinen Bögen entstanden durch den Einsatz von Dynamit                                                                  |                           |
| Weberbrunnen                                                                     | Kettwig: Tuchmacherplatz / Ruhrstraße, Altstadt                                                     | 51° 21′ 45″ N, 6° 56′ 14″ O | 1990/1992           | Wolfgang Liesen                                  | Die Skulptur aus Stahl und Sandstein erinnert an die lange Webertradition in Kettwig. Das herabfließende Wasser stellt die Kettfäden dar. |                           |
| MenschenZeichen                                                                  | Kettwig: an der evangelischen Kirche, Altstadt                                                      | 51° 21′ 46″ N, 6° 56′ 15″ O | 2004                | Norbert Pielsticker                              | Zwei Stelen aus gefärbten Beton wachen über den 1832 aufgelösten Friedhof an der Kirche. |                           |
| Säulen                                                                           | Frohnhausen: Frohnhauser Platz                                                                      | 51° 26′ 49″ N, 6° 58′ 42″ O |                     | Johannes Brus                                    | |                           |
| Trauer                                                                           | Südwestfriedhof                                                                                     | 51° 25′ 41″ N, 6° 58′ 1″ O  | 1929                | Joseph Enseling                                  | |                           |
| KulturKanal Tableau 7/15: Sorgfalt                                               | Rhein-Herne-Kanal in Essen, südliches Ufer, westlich der Zweigertbrücke (Karnaper Straße)           | 51° 30′ 47″ N, 7° 0′ 24″ O  | 2010                | Petra Weifenbach, Axel Siefer                    | Metalltafel mit weißer Schrift auf rotem Grund |                           |
| Mann aus der Enge hervortretend                                                  | Essen-Holsterhausen, Lenbachstraße/Ecke Janssenstraße                                               | 51° 26′ 25″ N, 6° 59′ 11″ O | 2007                | Waldemar Otto                                    | |                           |